# ریویا واکابا
ریویا واکابا (انگلیسی: Ryuya Wakaba؛ زادهٔ ۱۰ ژوئن ۱۹۸۹) بازیگر اهل ژاپن است.